# Oder
Die Oder [ˈʔoːdɐ] (polnisch Odra ([ˈɔ.dra]), tschechisch Odra, niedersorbisch Odra, obersorbisch Wódra, schlesisch Uder) ist ein mitteleuropäischer Strom, der in Tschechien entspringt, durch Polen fließt und einen Teil der Grenze zwischen Polen und Deutschland bildet. Sie mündet durch das Stettiner Haff und um die Inseln Usedom und Wolin herum in die Ostsee. Die Grenze entlang der Oder ist ein Ergebnis des Zweiten Weltkriegs. Die Oder ist 866 Kilometer lang (898 Kilometer bis Świnoujście (Swinemünde)).
Zu ihren Nebenflüssen gehören die Lausitzer Neiße und die Warthe, die als längster Nebenfluss die Länge des Flusssystems auf 1045 Kilometer verlängert. Der mittlere Abfluss beträgt an der Mündung in das Stettiner Haff 574 m³/s, womit die Oder nach Rhein, Donau, Inn und Elbe der fünftgrößte Fluss in Deutschland ist. Ihr Einzugsgebiet ist im Westen und Südwesten von dem der Elbe, im Osten von dem der Weichsel und im Süden von dem der Donau begrenzt.

## Verlauf

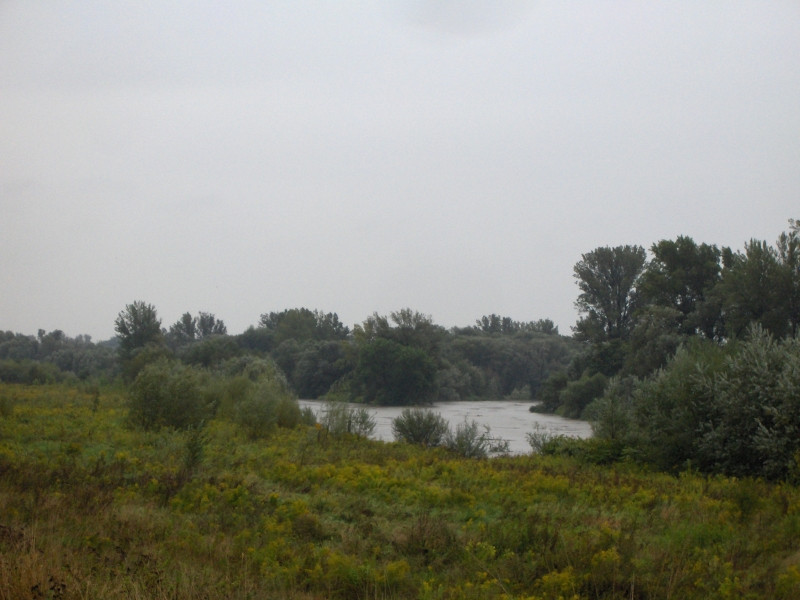
Zusammenfluss von Oder und Olsa bei Bohumín

Die Oderquelle befindet sich in Tschechien anderthalb Kilometer nordwestlich von Kozlov am Fidlův kopec (Fiedelhübel) im mährischen Odergebirge.
Die ersten 31 Kilometer ihres Laufs führen durch den Truppenübungsplatz Libavá.
Ab dessen Grenze bildet sie von der Einmündung der Budišovka an bis Ostrava die frühere Landesgrenze zwischen Schlesien (linksseitig) und Mähren (rechtsseitig). Bei Bohumín (Oderberg) überquert der Fluss in 195 m.ü.m. an der Einmündung der Olsa die Grenze zwischen Tschechien und Polen. Der Flusslauf auf tschechischem Gebiet hat eine Länge von 131 Kilometern und umfasst ein Einzugsgebiet von 10.288 Quadratkilometern.
Auf ihrem weiteren Lauf fließt die Oder durch Oberschlesien, Niederschlesien und dessen Hauptstadt Breslau. Ab der Neißemündung bei Ratzdorf nördlich von Guben in Brandenburg markiert ihre Mitte bis zum Abzweig der Westoder nördlich von Schwedt/Oder die Grenze zwischen Polen und Deutschland und wird entsprechend als Grenzoder bezeichnet. Die Oder fließt durch Frankfurt (Oder), Słubice und Kostrzyn nad Odrą (Küstrin). Zwischen den Städten Lebus und Oderberg durchfließt die Oder das knapp 60 Kilometer lange und 12 bis 20 Kilometer breite Oderbruch, passiert dann das Polder-Gebiet bei Schwedt, bevor sie sich bei Fluss-Kilometer 704 am Wehr Marienhof in die beiden Arme Westoder (poln.: Odra Zachodnia) und Ostoder (poln.: Odra Wschodnia) teilt. Die Westoder ist bis Mescherin Grenzfluss, ehe sie wie die Ostoder beidseitig auf polnischem Territorium weiterfließt. Das Gefälle der letzten 30 Kilometer vor Stettin beträgt nur noch wenige Zentimeter. Ab Fluss-Kilometer 730,5 heißt die Ostoder Große Reglitz (poln.: Regalica). Auf Höhe des Dammschen Sees vereinigen sich Ost- und West-Oder. Als so genanntes Papenwasser (poln.: Roztoka Odrzańska) fließt die Oder durch Police (Pölitz), bevor sie in das zur Ostsee gehörende Stettiner Haff mündet. Das Einzugsgebiet der Oder umfasst hier 118.890 km². Laut polnischem Gesetz gilt die Oder ab der Hakenterrasse als inneres Meeresgewässer und zählt ab dort nicht zu den Binnengewässern.
Die Grenzstrecken der Oder und der Westoder sind Bundeswasserstraßen der Wasserstraßenklasse IV mit einer Gesamtlänge von 179 Kilometern, für die das Wasserstraßen- und Schifffahrtsamt Eberswalde zuständig ist.
Da das Stettiner Haff eine Meeresbucht ist, sind dessen drei Verbindungsarme zum offenen Meer Meeresarme. Sie befördern zwar als Mündungsarme der Oder überwiegend Oderwasser nach Norden, haben aber auch einen nennenswerten Einstrom von Seewasser ins Haff, besonders bei starkem Nordwind. Abzulesen ist das an den rückwärtigen (haffseitigen) Deltabildungen, besonders ausgeprägt bei der Swine.
Lage dieser Meeresarme und Inseln:
- Peenestrom (bis zur Einmündung des Peeneflusses Der Strom) zwischen deutschem Festland und der Insel Usedom (polnisch Uznam),
- Świna (deutsch Swine) zwischen den Inseln Usedom und Wollin (polnisch Wolin), mit der Schifffahrtsstraße, Kanał Piastowski, bis 1945 Kaiserfahrt, gebaut 1875 bis 1880,
- Dziwna (deutsch Dievenow) zwischen der Insel Wollin und dem polnischen Festland.

Der Gesamtabfluss der Oder erfolgt zu 15 % über den Peenestrom, zu 73 % über die Swine und zu 12 % über die Dziwna.

## Schiffsverkehr
Die Oder ist auf 717 Kilometern bis Koźle (deutsch Cosel) in Polen schiffbar. Dort schließt der Gleiwitzer Kanal an, der als Anfang des Donau-Oder-Kanals gedacht war.
Durch Begradigung wurde die Oder, die von der Ostsee flussaufwärts durch das Stettiner Haff bis nach Stettin (Szczecin) für Seeschiffe befahrbar ist, seit etwa 1850 von 1.040 Kilometer auf 866 Kilometer Länge verkürzt.
Eine weitgehende Kanalisierung des Flusses erfolgte in zwei Phasen: 1888–1897 und 1907–1922. Um den Fluss für größere Schiffe befahrbar zu machen, wurden Staustufen und Schleusen angelegt, wobei an den Staustufen zugleich die Wasserkraft für die Erzeugung elektrischer Energie genutzt wurde. Gegenwärtig sind sieben Wasserkraftwerke in Betrieb, das größte gehört zur Staustufe Brzeg Dolny und hat eine Leistung von 9,7 MW.
Seit Juli 2007 verkehrt im Oderbruch nach 62 Jahren wieder gelegentlich eine Fähre zwischen dem deutschen Ort Güstebieser Loose und der polnischen Ortschaft Gozdowice (deutsch Güstebiese). Als Fahrzeug dient ein Motorschiff mit Schaufelradantrieb.

## Hoch- und Niedrigwasserereignisse

### Extremereignisse im 20. und 21. Jahrhundert

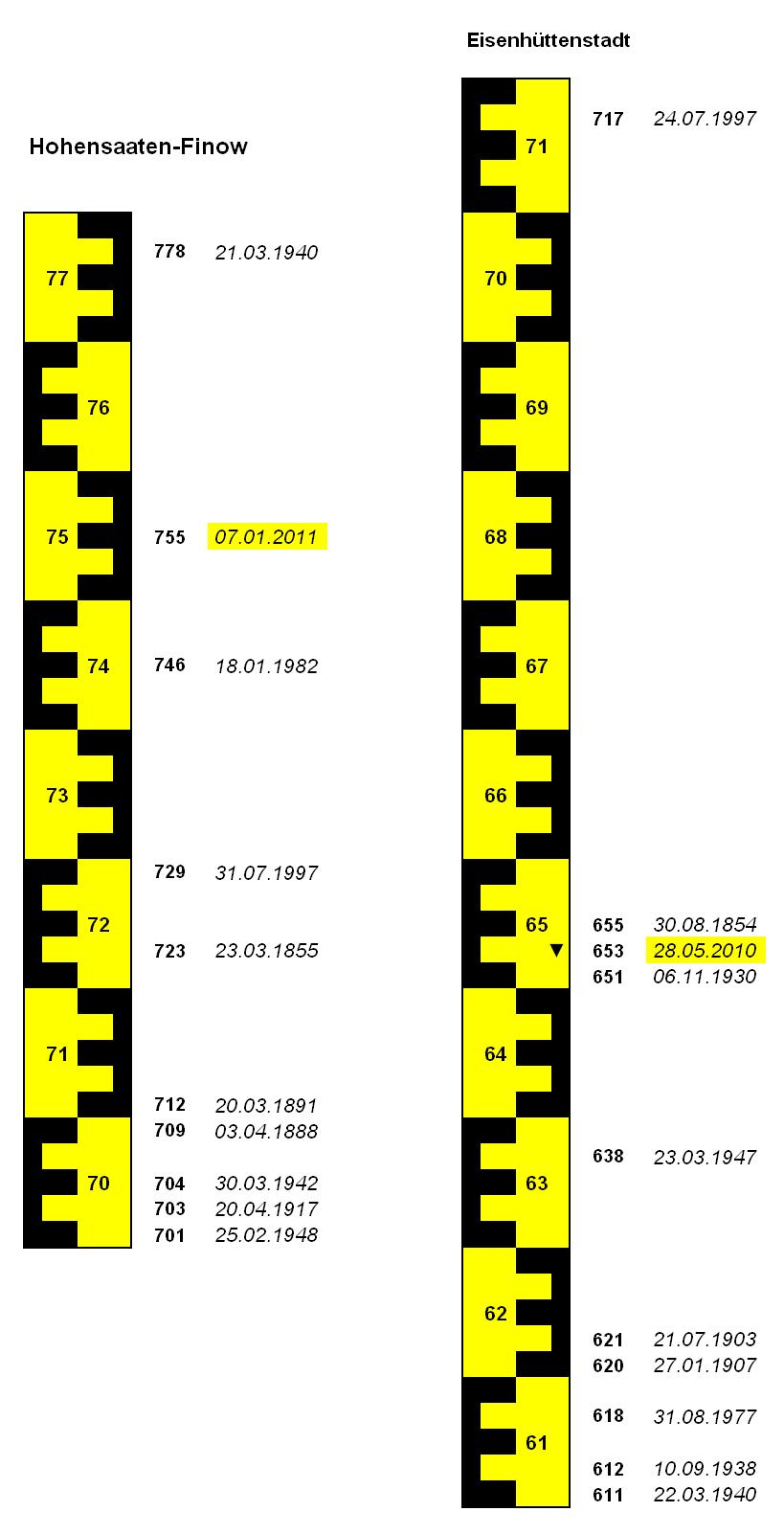
Die zehn höchsten Scheitel-
wasserstände an den Pegeln Hohensaaten und Eisenhüttenstadt seit 1850 (gelb unterlegt: Extremereignisse im 21. Jh.)

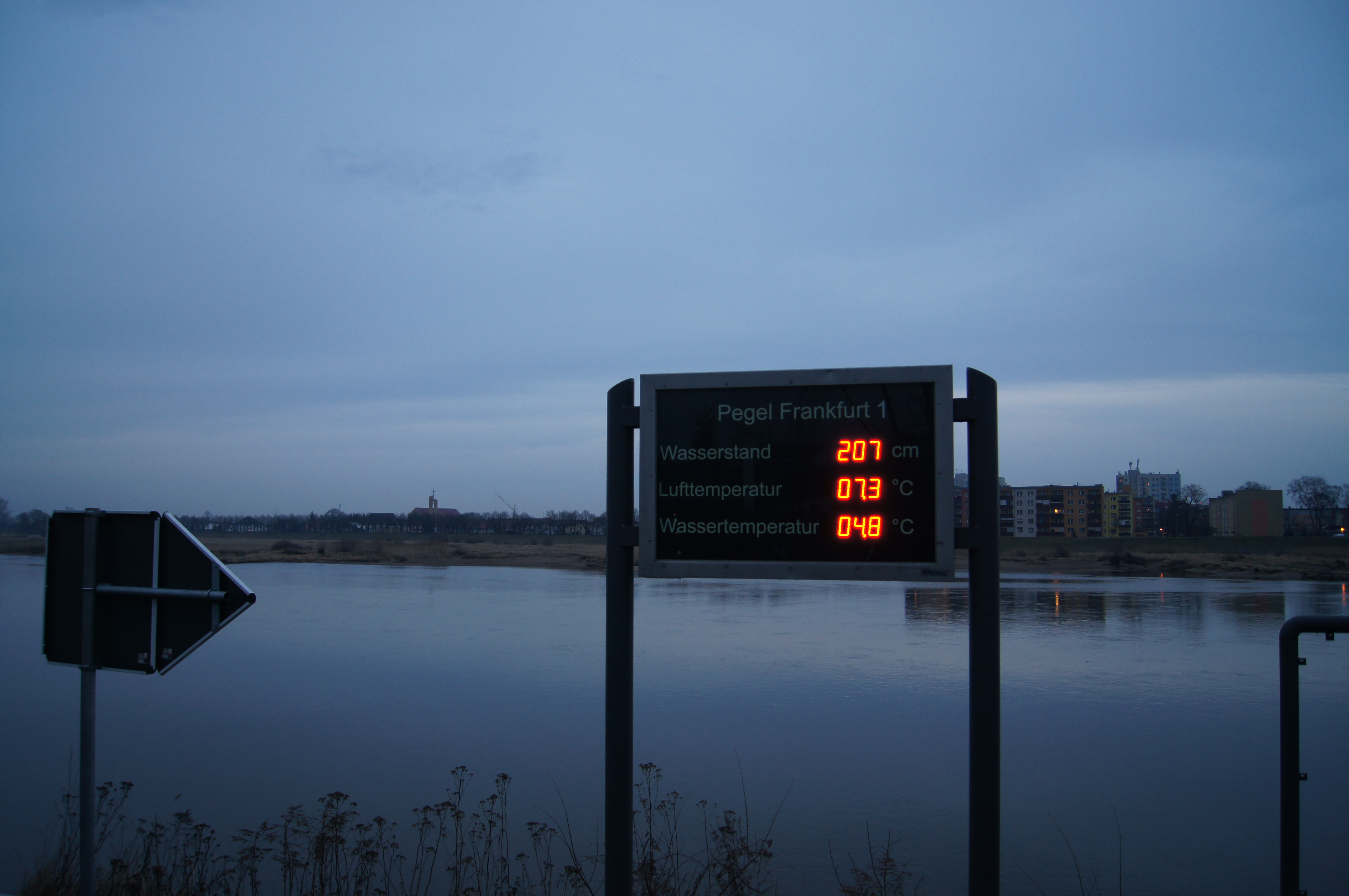
Pegel in Frankfurt (Oder)

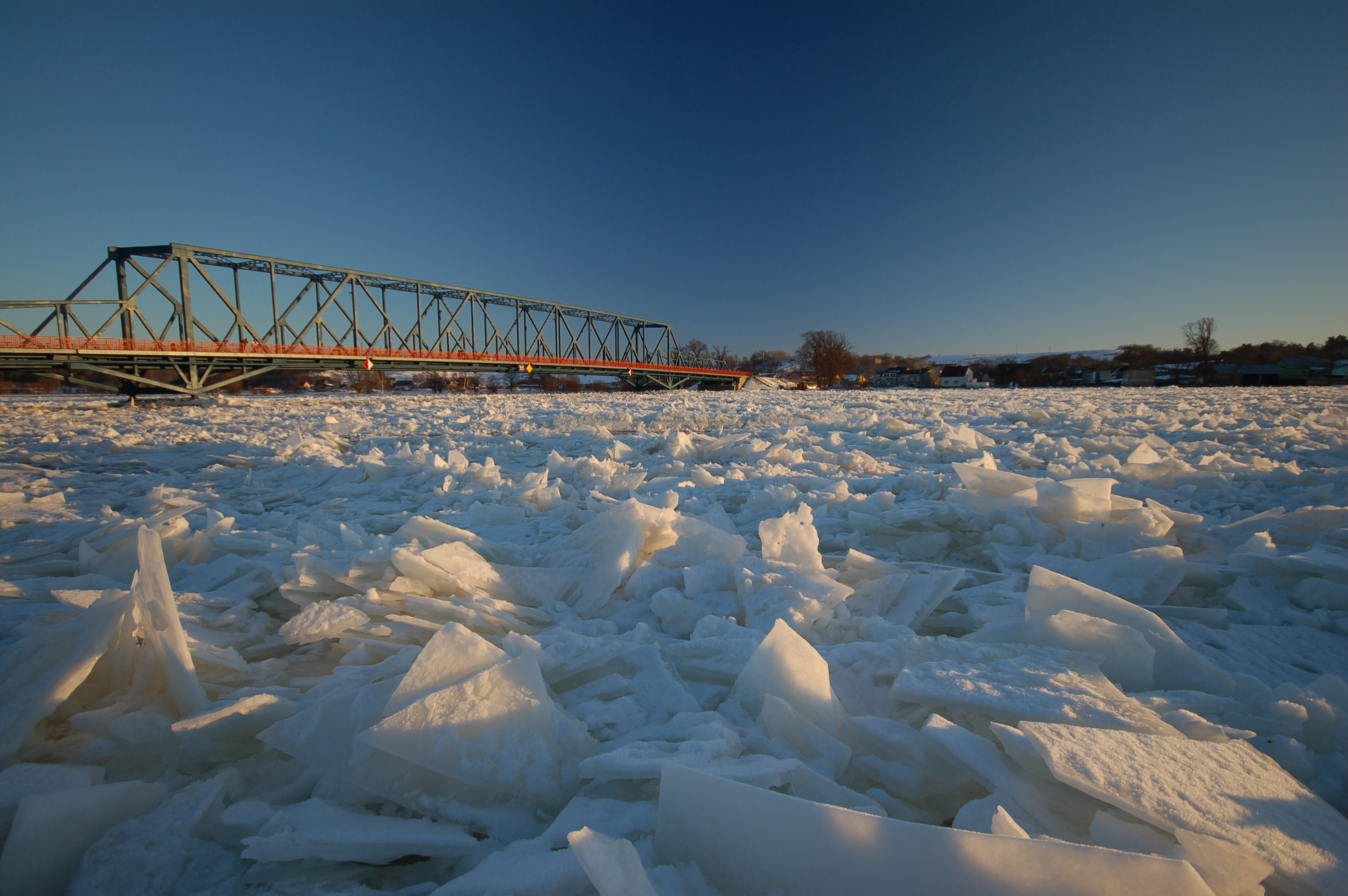
Eisgang an der Oderbrücke Schwedt am 2. Januar 2011

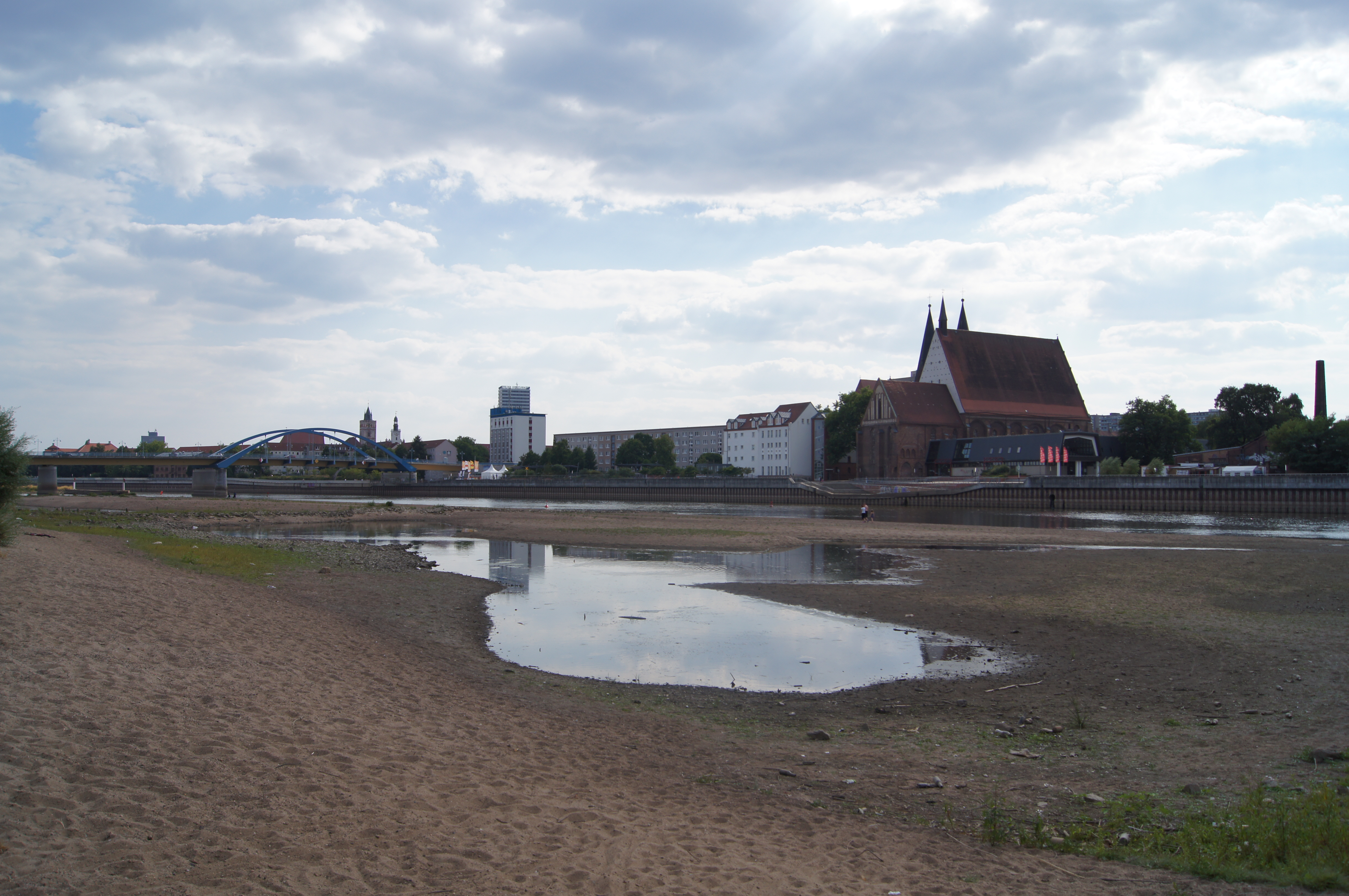
Niedrigwasser der Oder in Frankfurt (Oder) im August 2015

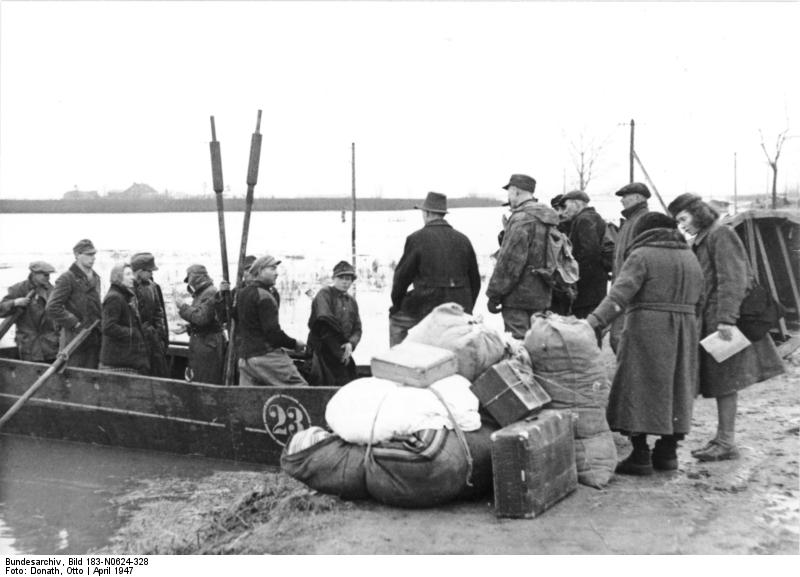
Oderflutkatastrophe 1947: Gerettete aus der überfluteten Ortschaft Letschin werden an Land gebracht.

Das letzt große Oderhochwasser fand im September 2024 durch eine Extremwetterlage in weiten Teilen Tschechiens und Polens statt. Auch der Pegel bei Eisenhüttenstadt stieg am 25. September 2024 auf einen Höchststand von 6,51 m. Durch verbesserte Schutzmaßnahmen in den letzten Jahren und rechtzeitige Vorbereitungen kam es im Bereich der deutschen Oder allerdings zu keinen größeren Hochwasserschäden. 
1997 kam es zum bis dato größten Oderhochwasser. Im unteren Bereich der Oder (z. B. Hohensaaten) dominieren die Eishochwasser.
| maximaler Pegelstand in cm | Datum         |
| -------------------------- | ------------- |
| 717                        | 24. Juli 1997 |
| 655                        | 30. Aug. 1854 |
| 653                        | 28. Mai 2010  |
| 651                        | 6. Nov. 1930  |
| 651                        | 25. Sep. 2024 |
| 638                        | 23. März 1947 |
| 621                        | 21. Juli 1903 |
| 620                        | 27. Jan. 1907 |
| 618                        | 31. Aug. 1977 |
| 612                        | 10. Sep. 1938 |
| 611                        | 22. März 1940 |

### Auswahl Hochwasserereignisse
Juli/August 1496, August 1501 (in Teilabschnitten), August/September 1515, März 1565, Juli 1675, März/April 1698, März/April 1709, Juni/Juli 1736, April 1785, August/September 1813, März 1830, September 1831, März 1838 (in Teilabschnitten), August/September 1854, Februar/März 1876, März 1891, Juni/Juli 1902, Juli 1903, Oktober 1915 (in Teilabschnitten), Juni 1926, Oktober/November 1930, März/April 1940, März/April 1947, Januar 1982 (extremer Aufstau durch Eis am Unterlauf), Juli/August 1997, Mai/Juni 2010, September 2024.

### Auswahl Niedrigwasserereignisse
1473, 1590, 1616, 1719, September/Oktober 1811, Oktober 1824, Oktober 1834, September 1835, September 1842, Juli bis Oktober 1893, Juli bis Oktober 1904, Juli bis Oktober 1911, Juli bis November 1921, Juni/Juli 1922, Juni/Juli/August 1930, Mai bis August 1934, Juli/August/September 1935, Juli bis Oktober 1992, Juni bis Oktober 2003, August bis November 2004, Juli/August 2006, Juli bis November 2015 und seit Juli 2018.

## Natur, Landschaft, Umwelt

### Umwelt- und Naturschutz
1996 gründeten Deutschland, Polen und Tschechien die „Internationale Kommission zum Schutz der Oder gegen Verunreinigung“ (IKSO). In dem Vertragswerk verpflichteten sich die Staaten auf ein Sofortprogramm zur Reduzierung der Schadstoffbelastung der Oder und ihres Einzugsbereichs. Eine der daraufhin erfolgten Maßnahmen ist beispielsweise der Bau gemeinsam genutzter Kläranlagen.
Von besonderer Bedeutung für den Naturschutz an der Oder ist außerdem der 1995 gegründete Nationalpark Unteres Odertal. Die Oder ist eingebunden in die Kampagne Lebendige Flüsse der Deutschen Umwelthilfe. Diese Kampagne setzt sich bundesweit dafür ein, dass Flüsse und Bäche wieder in naturnahe Landschaften verwandelt werden.

### Umweltkatastrophe 2022
Eine Verschmutzung der Oder fand vermutlich am 27. oder 28. Juli 2022 bei Opole in Polen statt. Warnungen an die deutschen Umweltbehörden sowie an die Öffentlichkeit – über ein beobachtbares Fischsterben – erfolgten durch die polnische Seite mehrere Tage lang nicht. Anfang August passierte das giftige Wasser Frankfurt (Oder). Es kam zu einem Massensterben. Mehrere Tonnen toter Fische wurden geborgen. Es wurden auch Biber, Enten und andere Vögel tot aufgefunden. Die langfristigen Auswirkungen auf die Flussfauna sind noch nicht absehbar.
Die Stadt Frankfurt und andere Landkreise haben am 12. August 2022 sowohl das Baden als auch das Angeln in der Oder verboten. In Polen laufen Ermittlungen in Bezug auf ein mögliches Umweltverbrechen. Die polnische Polizei lobte für Hinweise, die zur Ergreifung möglicher Täter führen, eine Summe von umgerechnet 210.000 Euro aus.
An der Universität Wien wurde in Wasserproben ein Gift einer Mikroalge als mögliche Ursache nachgewiesen.

### Umweltprobleme nach 2022
Laut einem Beitrag des Rundfunk-Berlin Brandenburg teilte der Krisenstab des polnischen Klima- und Umweltministeriums am Abend des 17. Mai 2024 mit, „Goldalgen seien aus dem Gleiwitzer Kanal in den Fluss eingespült worden“ und „In dem von der Oder abzweigenden Gleiwitzer Kanal sind seit vergangener Woche viele tote Fische entdeckt worden“. Es wurde die erste Risikostufe verhängt und Gegenmaßnahmen eingeleitet. „Der Krisenstab will nun erreichen, dass möglichst wenig von den Goldalgen, die sich im Gleiwitzer Kanal stark vermehrt haben, in die Oder gelangen. Dazu wurde die polnische Wasserbehörde angewiesen, die Schleusenöffnungen am Kanal zu minimieren und die Wasserströme entsprechend zu kontrollieren. Außerdem werden der Wasserzustand und das Gelände am Fluss regelmäßig untersucht.“ In einem erneuten Beitrag vom 11. Juni 2024 wird darauf hingewiesen, dass mittlerweile tote Fische in Frankfurt/Oder gefunden wurden. Das Landesumweltamt rief die Warnstufe 3 aus und teilt mit, dass es seit „einigen Tagen zu einer Massenentwicklung von Algen gekommen sei, vor allem der Goldalge Prymnesium parvum.“ und „Das Landesamt für Umwelt habe daher in der vergangenen Woche als Vorkehrung empfohlen, keine Überleitungen aus der Oder in den Oder-Spree-Kanal vorzunehmen.“ und weiterhin: „Das brandenburgische Landesumweltamt will am Mittwoch über weitere Schritte beraten. Auch Polen will die Ausbreitung der Goldalgen eindämmen.“

## Politische Bedeutung
Durch den ersten Paragraphen des Artikels 331 des Friedensvertrags von Versailles wurde die Oder ab dem Zufluss der Oppa zusammen mit Elbe, Memel und Donau zum internationalen Fluss erklärt. Die Oder wurde unter die Verwaltung der Internationalen Oderkommission gestellt. Diese Kommission bestand aus je einem Vertreter von Polen, Preußen, der Tschechoslowakei, dem Vereinigten Königreich, Frankreich, Dänemark und Schweden.
Erneute politische Bedeutung erlangte die Oder seit dem Ende des Zweiten Weltkriegs. Im Rahmen des Potsdamer Abkommens wurde 1945 etwa ein Viertel des deutschen Staatsgebietes in den Grenzen von 1937 de facto abgetrennt und unter vorläufige polnische bzw. sowjetische Verwaltung gestellt. 1990 wurde die Oder-Neiße-Linie als deutsche Ostgrenze bestätigt, als die Bundesrepublik Deutschland im Zwei-plus-Vier-Vertrag und im Deutsch-Polnischen Grenzvertrag auf alle Ansprüche auf ehemals deutsche Gebiete östlich dieser Linie verzichtete.

## Name
- Vermutlich führte der Frankfurter Professor Jodocus Willich 1543 das lateinische Wort Viadrus – fälschlich – als Name für die Oder ein. Der Name ist nicht aus der Antike überliefert. Er war schon Objekt etymologischer Spekulationen, wobei die Spekulierenden seine neulateinische Herkunft nicht kannten.[26]

- Von den antiken Autoren erwähnen Plinius der Ältere in seiner Naturalis historia und Pomponius Mela in De situ orbis von den Zuflüssen der Ostsee allein die Weichsel und Tacitus in seiner Germania keinen einzigen.

- Claudius Ptolemäus ortet in seiner Geographike Hyphegesis westlich der Weichsel drei weitere Flüsse, die in die Ostsee münden. Die von ihm angegebenen geografischen Längen lassen trotz Unterschieden seines Gradnetzes vom heutigen eine gute relative Lokalisation seiner Namen zu. Danach entspricht der Swine ein Fluss namens Συήβος (Suebos, lat.: Suevus). Eine Quellkoordinate für diesen Fluss gibt er nicht an, erwähnt den Suebus aber bei der Aufzählung der Völker als Grenze zwischen Semnonen und Burgunden im Binnenland, womit klar ist, dass der damalige Suebus die heutige Oder ist. Einen Fluss namens Οὐιαδούα (oder Οὐιλδούα, grafische Ähnlichkeit von Α und Λ), lateinisch also Viadua bzw. Vildua, lokalisiert Claudius Ptolemäus zwischen Suebos und Vistula, von der Weichsel doppelt so weit entfernt wie von der Swine. Historiker vermuten, dass dieser Fluss der Wieprza (dt.: Wipper) entspricht, die auf halber Distanz zwischen Swine und früherer Weichselmündung in die Ostsee mündet.[27][28]

- In altkirchenslawischen Texten heißt der Fluss Vjodr.[29]

- Lateinische Dokumente des Mittelalters nennen den Fluss einhellig Oddara (Adam von Bremen: Gesta Hammaburgensis ecclesiae pontificum)[30] bzw. Oddera (Dagome Iudex). Dem entsprechen auch in geringer lautlicher Abwandlung die heutigen Namen im Deutschen („Oder“, schles. Dialekt auch „Uder“) wie in den slawischen Sprachen: tschechisch Odra, polnisch Odra (schlesischer Dialekt Uodra, niedersorbisch Wodra, obersorbisch Wódra).

- Der Namenforscher Jürgen Udolph vermutet als Namensherkunft das illyrische Wort Adra in der Bedeutung von „Wasserader“ unter Verweis auf ein ähnliches Wort im Sanskrit. Somit wäre avestisch adu- (als ‚Wasserlauf‘) als Ursprungswort denkbar.[31] Das idg. Wort ist auch im Thrakischen als urda „Strom, Bach“ belegt. Das deutsche Wort „Ader“ bedeutete noch im Althochdeutschen nicht nur „Blutgefäß“ oder „Rinnsal“, sondern auch Sehne, Nerv und allgemein „Eingeweide“,[32] ähnlich das altgriechische Wort ήτορ (étor) „Herz“, „Lunge“ oder „Seele“.[33]

- Ein weiterer (eher volksetymologischer) Erklärungsversuch leitet den Namen Oder/Odra vom polnischen drzeć, przedzierać her, was so viel heißt wie „reißen, durchdringen, vordrängen“, etwa im Sinne von „Durchbruch zum Meer“.[34]

## Nebenflüsse
Reihenfolge flussabwärts
| Linke Nebenflüsse | Rechte Nebenflüsse |
| --- | --- |

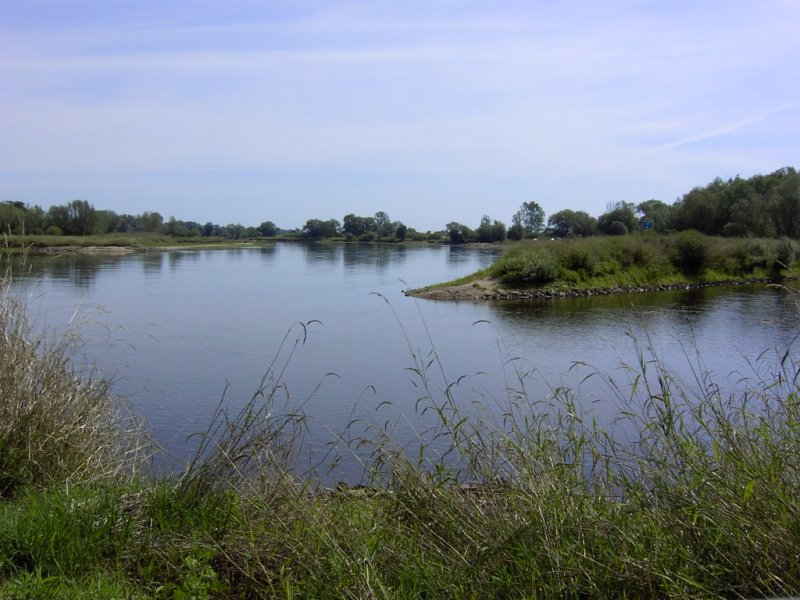
Mündung der Lausitzer Neiße in die Oder

| 1. Liebauer Bach (Libavský potok) 2. Altwasser (Lazský potok) 3. Schönwalder Bach (Podleský potok) 4. Dürre Bautsch (Budišovka) 5. Ziebbach (Zlatý potok) 6. Goldgrubenbächlein (Zlatý potok) 7. Porubka 8. Oppa (Opava, Opawa) 9. Belk (Bełk / Bečva) 10. Przykopa (Doubravka) 11. Zinna (Psina / Cina) 12. Hotzenplotz (Osobłoga) 13. Glatzer Neiße (Nysa Kłodzka) 14. Ohle (Oława) 15. Lohe (Ślęza) 16. Weistritz (Bystrzyca Świdnicka) 17. die Katzbach (Kaczawa) 18. Bober (Bóbr) 19. Lausitzer Neiße (Lužická Nisa, Nysa Łużycka) (ihre Mündungsstrecke zählt zu den Bundeswasserstraßen) 20. Welse 21. Alte Oder 22. Aalbach (Gunica) | 1. Bleisbach (Plazský potok) 2. Luha 3. Jičínka (Titsch) 4. Lubina 5. Ondřejnice 6. Ostrawitza (Ostravice) 7. Olsa (Olše, Olza) 8. Ruda (Raude) 9. Birawka (Bierawka) 10. Klodnitz (Kłodnica) 11. Malapane (Mała Panew) 12. Weide (Widawa) 13. Bartsch (Barycz) 14. Pleiske (Pliszka) 15. Eilang (Ilanka) 16. Warthe (Warta) 17. Mietzel (Myśla) 18. Kuritz (Kurzyca) 19. Röhrike (Rurzyca) 20. Thue (Tywa) 21. Ihna (Ina) |

Alternativ: Nach Staaten und Alphabet geordnete Liste

## Kanalverbindungen
- Gleiwitzer Kanal: Stadt Gliwice

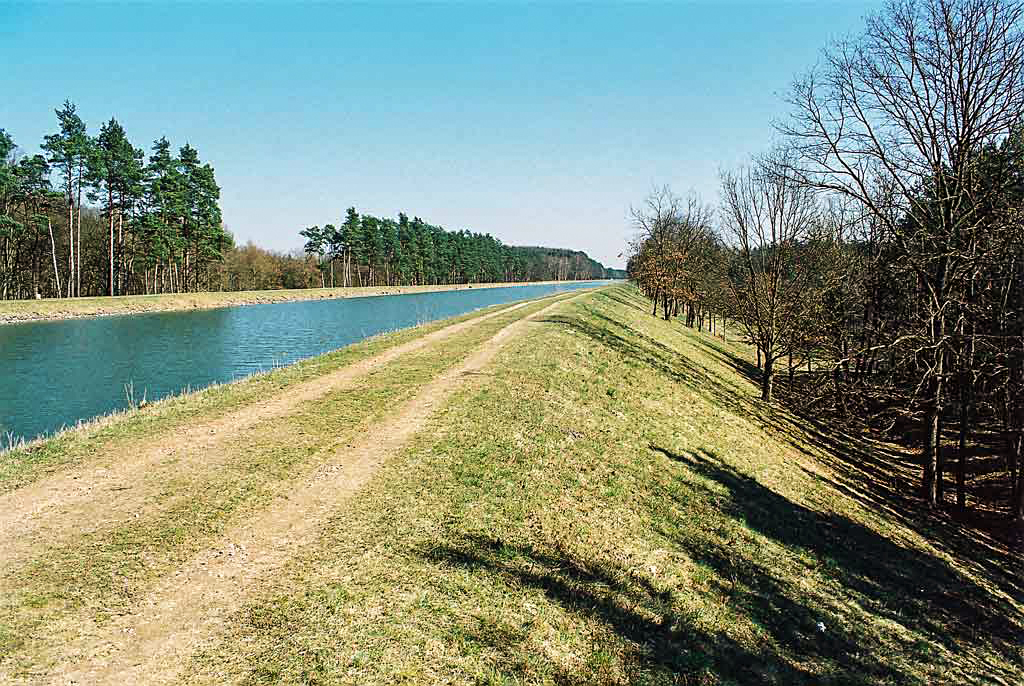
Oder-Havel-Kanal zwischen Eberswalde und Niederfinow

- Oder-Spree-Kanal (Teilstrecke der Spree-Oder-Wasserstraße): Oder – Kanal – Spree – Kanal – Dahme – Spree
- Warthe – Netze – Kanał Bydgoski – Brda (Brahe) – Weichsel
- Oder-Havel-Kanal (Teilstrecke der Havel-Oder-Wasserstraße): Westoder – Hohensaaten-Friedrichsthaler Wasserstraße (Kanal parallel zur Oder) – Oderberger Gewässer – Kanal – Havel
- Finowkanal, noch befahrbarer Vorgänger des Oder-Havel-Kanals

## Regionen

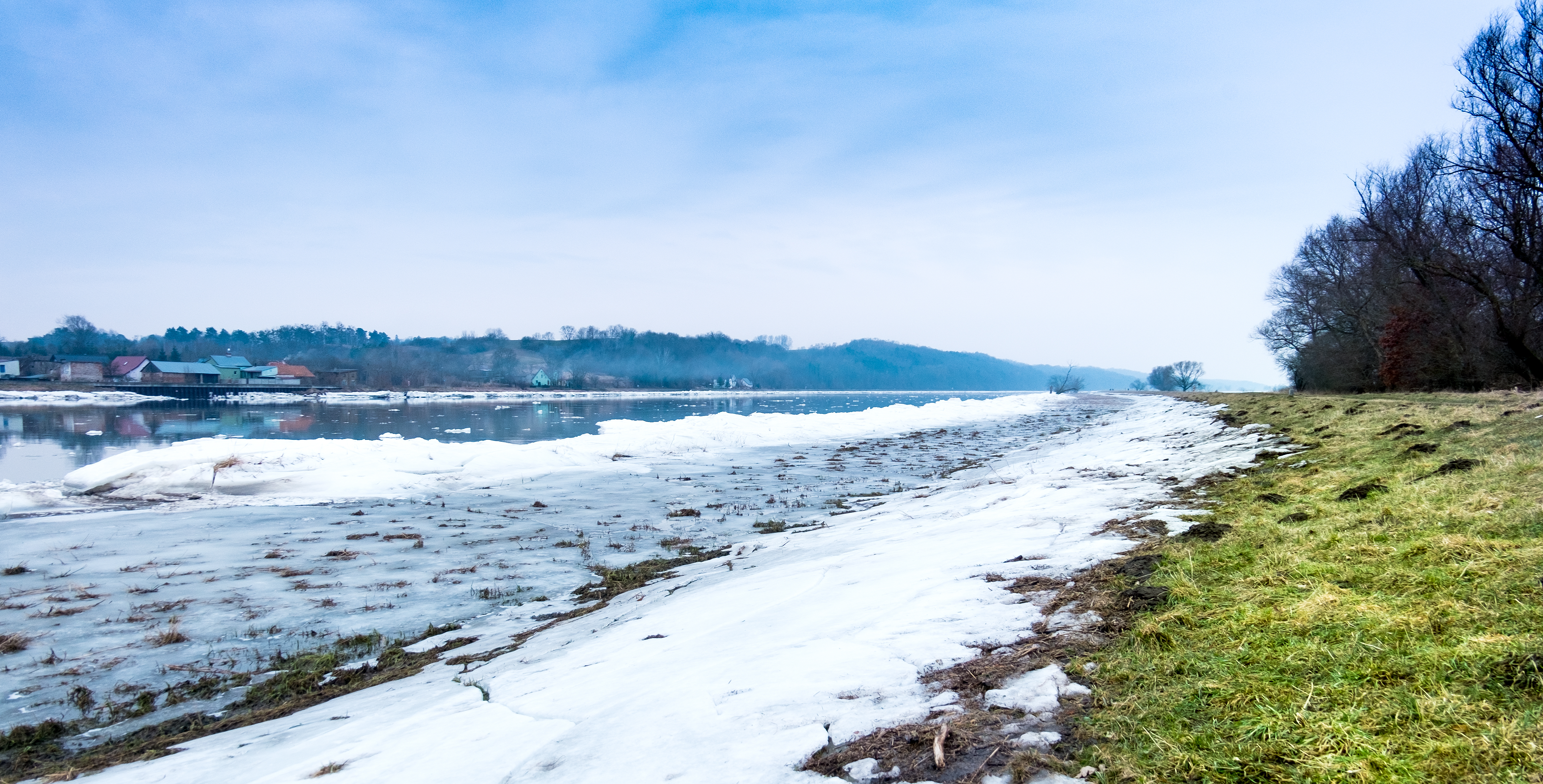
Die Oder, Grenze zwischen Deutschland und Polen

Die Oder durchfließt oder passiert unter anderen diese Regionen:
- Land Lebus
- Oderbruch
- Neumark (östlicher Teil des Landes Lebus, poln. Lubuskie)
- Neuenhagener Oderinsel
- Uckermark
- Nationalpark Unteres Odertal im Naturraum „Untere Odertalniederung“

## Ortschaften

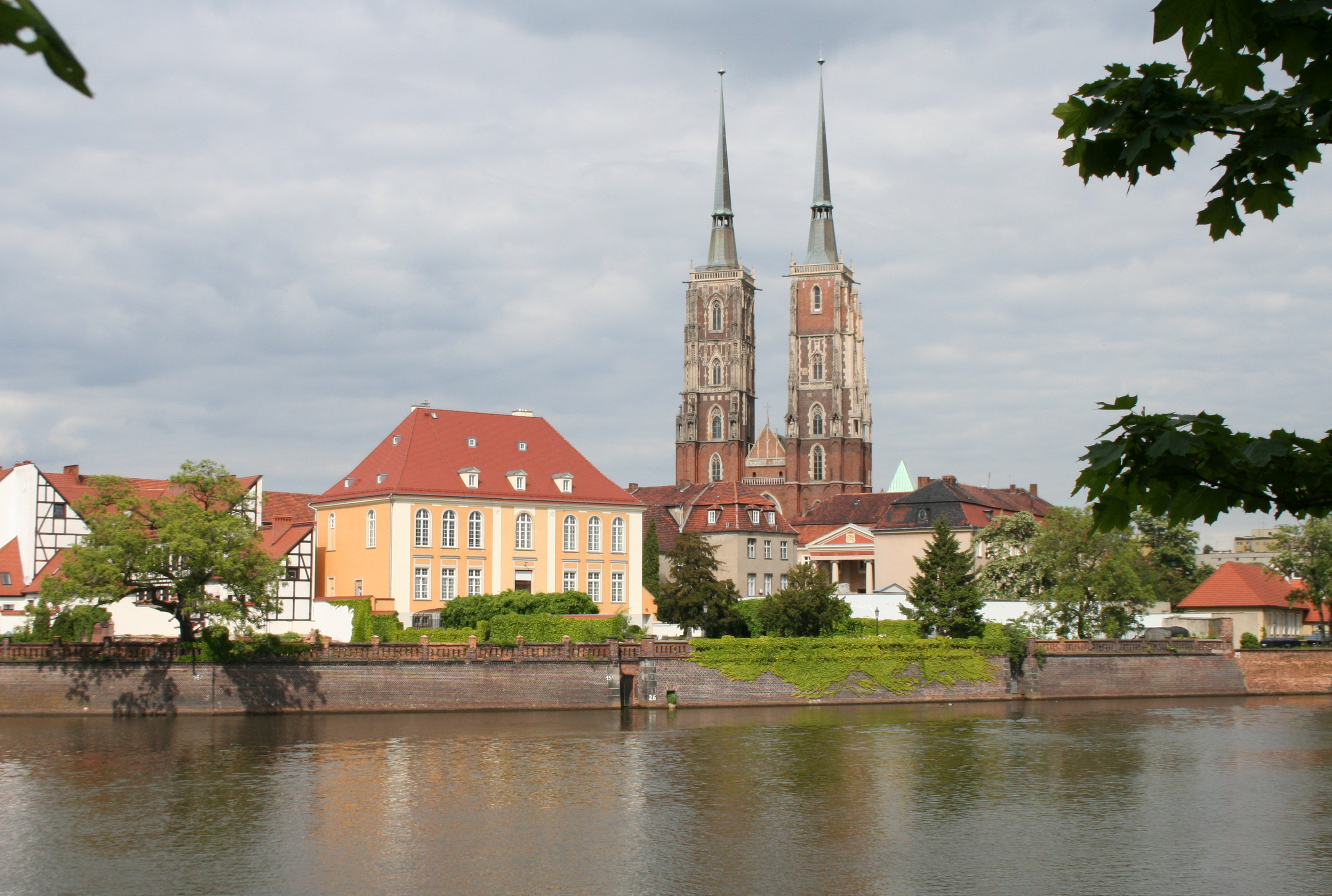
Dominsel in Breslau

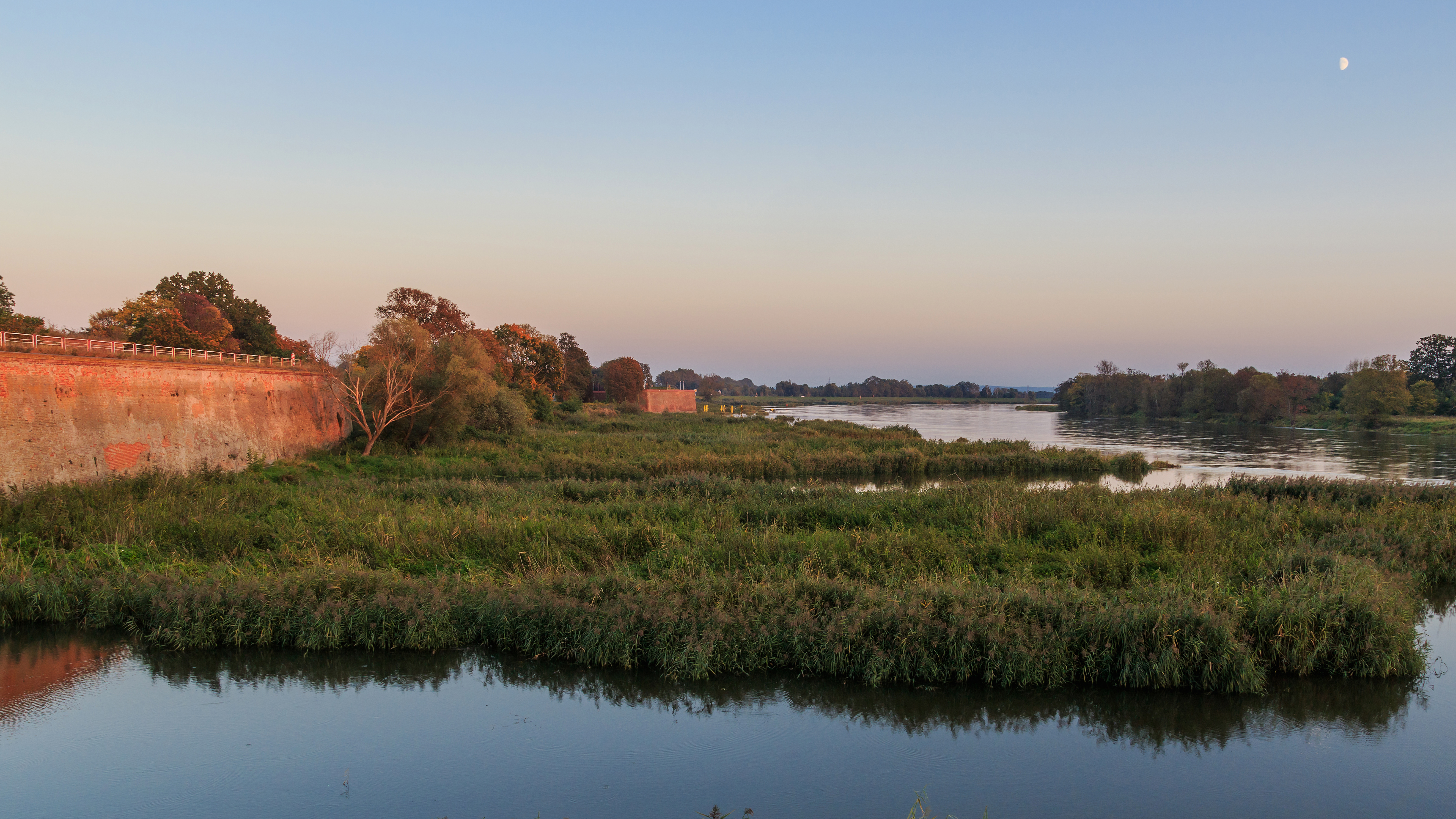
Oder zwischen Küstrin und Küstriner Vorland

### Hauptfluss
| - Odry (Odrau, Tschechien) - Ostrava (Ostrau, Tschechien) - Racibórz (Ratibor, Polen) - Kędzierzyn-Koźle (Kandrzin-Cosel, Polen) - Krapkowice (Krappitz, Polen) - Oppeln (Opole, Polen) - Brzeg (Brieg, Polen) - Oława (Ohlau, Polen) - Jelcz-Laskowice (Jeltsch-Laskowitz, Polen) - Wrocław (Breslau, Polen) - Brzeg Dolny (Dyhernfurth, Polen) - Ścinawa (Steinau a. O., Polen) - Szlichtyngowa (Schlichtingsheim, Polen) - Głogów (Glogau, Polen) | - Bytom Odrzański (Beuthen a. O., Polen) - Nowa Sól (Neusalz, Polen) - Krosno Odrzańskie (Crossen, Polen) - Eisenhüttenstadt (Deutschland) - Frankfurt (Oder) (Deutschland) und Słubice (Polen) - Lebus (Deutschland) - Küstrin (Kostrzyn, Polen) und Küstrin-Kietz (Deutschland) - Cedynia (Zehden, Polen) - Schwedt/Oder (Deutschland) - Gartz (Oder) (Deutschland) - Gryfino (Greifenhagen, Polen) - Szczecin (Stettin, Polen) - Police (Pölitz, Polen) |

### Stettiner Haff und Mündungsarme

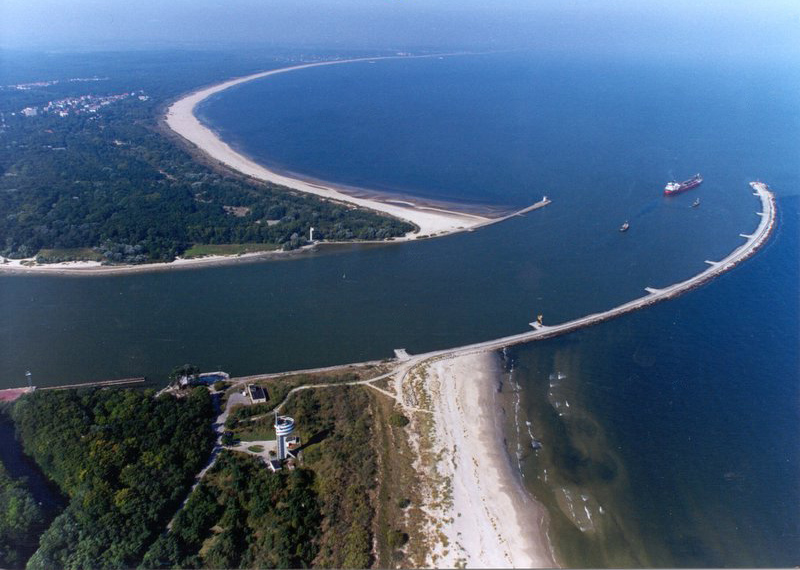
Nordende der Swine

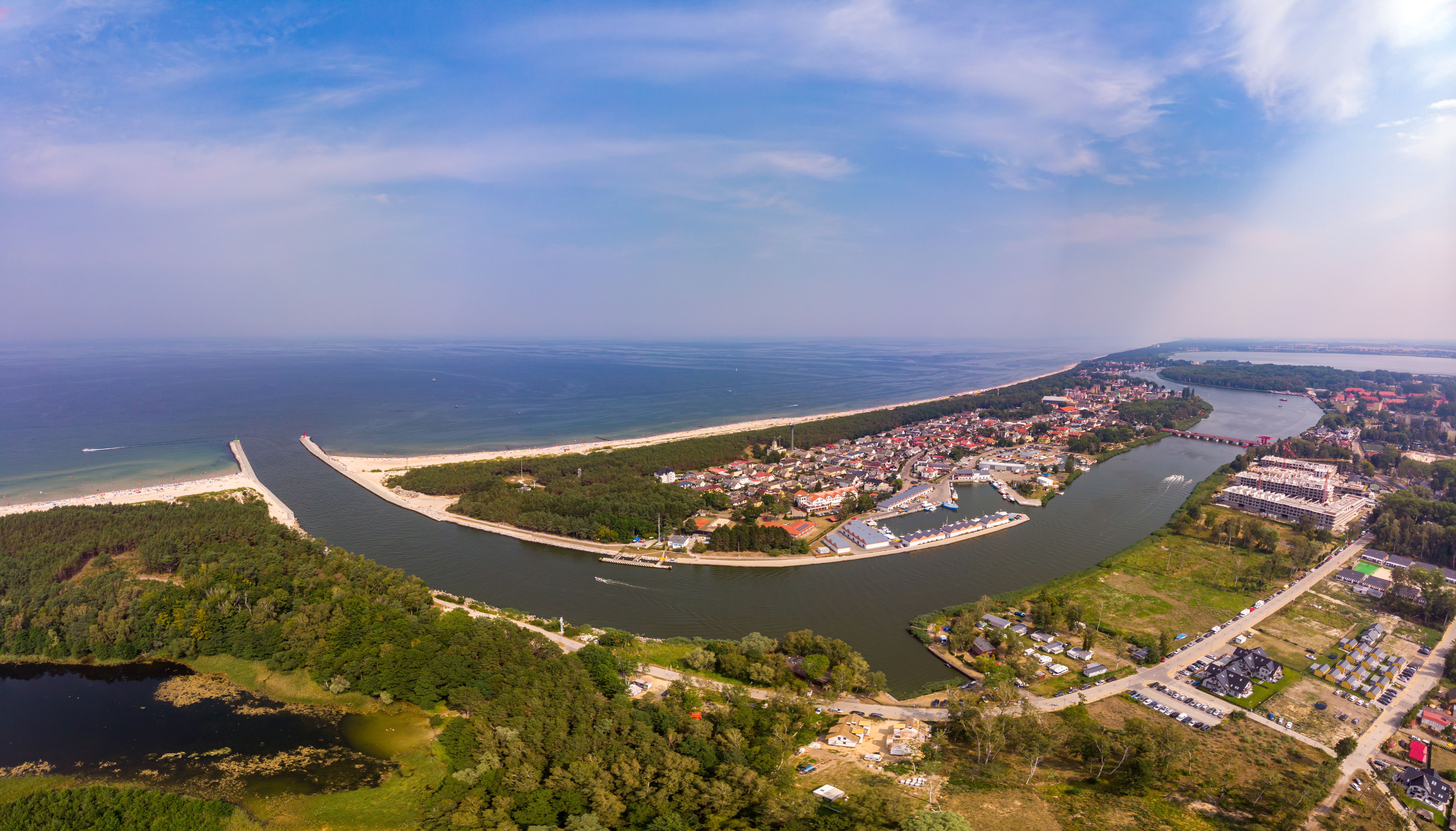
Mündung der Dziwna in die Ostsee

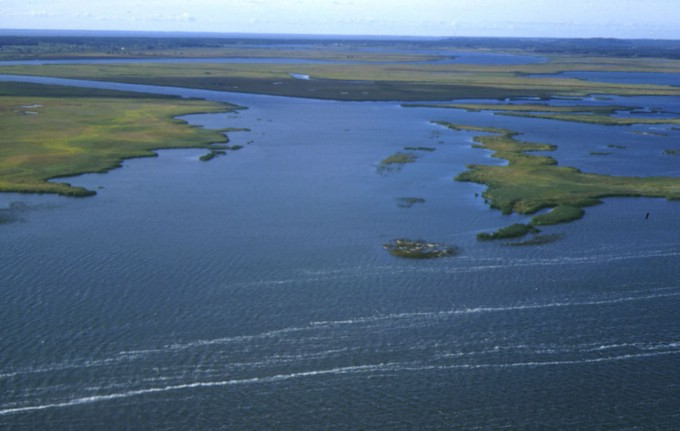
Delta am Haff-Ende der Swine

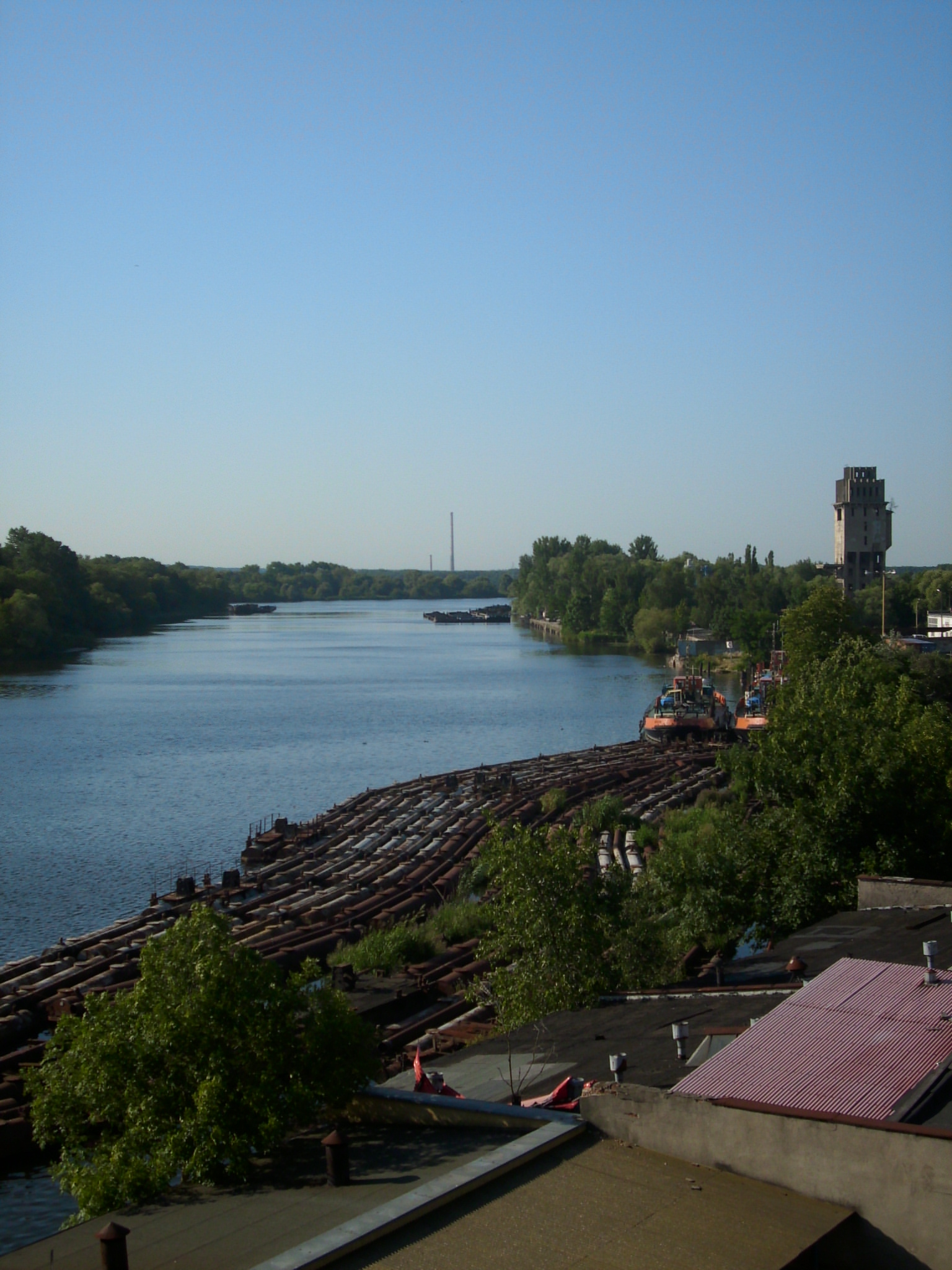
Westoder (Odra Zachodnia) in Stettin

- Am Stettiner Haff (Oderhaff):
  - Wollin (Polen)
  - Nowe Warpno (Neuwarp, Polen)
  - Ueckermünde (Deutschland)
- Am Peenestrom:
  - Usedom (Deutschland)
  - Lassan (Deutschland)
  - Wolgast (Deutschland)
  - Peenemünde (Deutschland)
- An der Swine
  - Świnoujście (Swinemünde, Polen)
- An der Dievenow:
  - Wolin (Wollin, Polen)
  - Kamień Pomorski (Cammin, Polen)
  - Dziwnów (Dievenow, Polen)

## Liste der Oderquerungen
- Eisenbahnbrücke Wrocław Nadodrze
- Eisenbahnbrücke Wrocław Różanka
- Jahrtausend-Brücke Breslau
- Autobahnbrücke A8
- Brücke Brzeg Dolny
- Brücke Lubiąż
- Eisenbahnbrücke Ścinawa
- Brücke Ścinawa
- Brücke Ciechanów
- Brücke der Toleranz Głogów
- Eisenbahnbrücke Głogów
- Fähre Bytom Odrzański
- Brücke Nowa Sól
- Autofähre Milsko-Przewóz
- Brücke S3
- Brücke Cigacice
- Eisenbahnbrücke Wyszyna
- Autofähre Pomorsko
- Autofähre Czerwieńsk-Brody
- Eisenbahnbrücke Nietkowice
- Brücke Krosno Odrzańskie
- Autofähre Połęcko
- Autobahnbrücke Frankfurt A 12/A 2, Stromkilometer 580
- Eisenbahnbrücke Frankfurt, Stromkilometer 580,640
- Grenzbrücke Słubice-Frankfurt, Stromkilometer 584
- Straßenbrücke Küstrin (B 1)
- Eisenbahnbrücke Küstrin, Stromkilometer 615,102
- Autofähre Güstebieser Loose - Gozdowice
- Europabrücke Neurüdnitz-Siekierki (nur Radfahrer und Fußgänger), Stromkilometer 653,903
- Grenzbrücke Osinów Dolny-Hohenwutzen
- Grenzbrücke Krajnik Dolny-Schwedt
- Grenzbrücke Gryfino-Mescherin (Westoder)
- Ost-Oder-Brücke Gryfina (Ostoder)
- Autobahnbrücke A6 (Westoder)
- Ost-Oder-Brücke Autobahn A6 (Ostoder)
- Eisenbahnbrücke Regalicą (Ostoder)
- Brücke D31 Stettin-Dziewoklicz (Westoder)
- Gryfitów-Brücke D31 (Ostoder)
- Eisenbahnbrücke Stettin-Dziewoklicz (Westoder)
- Eisenbahnbrücke Stettin (Westoder)
- Langebrücke (Dlugi-Brücke) Stettin (Westoder)
- Nowocłowo-Brücke D10 Stettin (Ostoder)
- Cłowy Brücke Stettin (Ostoder)
- West-Oder-Brücke (Labudy-Brücke) Stettin (Westoder)
- Fähre Swinemünde - Kasibor (Swine)
- Swinetunnel
- Stadtfähre Swinemünde (Swine)